# Фаулер, Альфред
Альфред Фаулер (англ. Alfred Fowler; 22 марта 1868, Уилсден, Йоркшир — 24 июня 1940) — английский астроном и физик. Член Лондонского королевского общества (1910).

## Биография
Альфред Фаулер родился в Уилсдене (Йоркшир) и был седьмым сыном Хайрама и Элизы Фаулер. В 1876 году семья переехала в Китли, где Альфред пошел в школу. В 1880 году он получил стипендию местной торговой и грамматической школы (Trade and Grammar School), а еще через два года поступил в Нормальную школу наук в Южном Кенсингтоне (ныне Имперский колледж Лондона). В качестве основного предмета он избрал механику и после завершения её изучения остался в колледже в качестве проходящего подготовку учителя (teacher in training). В это время его заметил известный астроном Норман Локьер, руководитель недавно созданной Обсерватории солнечной физики, и привлек его к своей работе, а с 1888 года Фаулер получил должность первого демонстратора по астрономической физике. Годы сотрудничества с Локьером оказались очень важными для становления Фаулера как ученого.
В 1901 году, после выхода Локьера в отставку, Фаулер получил пост адъюнкт-профессора физики (Assistant Professor). Не имея возможности работать с астрономическими инструментами обсерватории, он занялся проблемой интерпретации звездных спектров, получив ряд важных результатов. Фаулер принимал активное участие в работе Международного союза по сотрудничеству в исследовании Солнца, организованного в 1904 году. В следующем году, на конференции в Оксфорде, он выступил организатором комитета по сотрудничеству в исследовании спектров солнечных пятен, делал доклады на эту тему на следующих конференциях в Париже, Маунт-Вильсоне и Бонне. После Первой мировой войны, в июле 1919 года, в Брюсселе было объявлено о создании новой организации — Международного астрономического союза (МАС). По предложению Джорджа Хейла Фаулер был назначен первым генеральным секретарем этой организации. Он разработал устав и организовал первый съезд союза в Риме в мае 1922 года.
Еще в мае 1915 года Фаулер занял должность профессора астрофизики в Имперском колледже. В декабре 1923 года Фаулер получил специальный пост профессора-исследователя (Yarrow Research Professor), учрежденный Лондонским королевским обществом, и смог посвятить все своё время научной работе. Одновременно он покинул пост генерального секретаря МАС. Фаулер занимал ряд должностей Королевском астрономическом обществе: секретаря в 1912—1918, президента в 1919—1921, секретаря по зарубежным делам (foreign secretary) в 1931—1935 годах. Он также являлся членом совета посетителей (Board of Visitors) Королевской обсерватории в Гринвиче, одним из основателей и президентом (1935—1937) Института физики, членом исполнительного комитета Национальной физической лаборатории (см. National Physical Laboratory), членом совета Департамента научных и промышленных исследований (см. Department of Scientific and Industrial Research), членом правления Имперского колледжа. В 1934 году он вышел в отставку с профессорского поста, его здоровье постоянно ухудшалось, пока в 1940 году он не скончался в результате инсульта.
Фаулер был женат, имел сына и дочь. Имя Фаулера носит один из кратеров на поверхности Луны.

## Научная деятельность

### Теория диссоциации
Фаулер сыграл большую роль в развитии теории диссоциации Локьера, согласно которой изменения спектра вещества при изменении условий возбуждения (например, при переходе от солнечного диска к пятнам) связаны с распадом излучающих атомов на более простые. Модификация теории, предложенная Фаулером, состояла в том, что эти спектральные изменения могут быть отнесены не к распавшимся элементам, а порождены изменением первоначального элемента. В такой форме теория близко подошла к идее ионизации атомов. Тем не менее, работа 1897 года, в которой излагались эти соображения, вышла за авторством одного Локьера.

### Звездные и солнечные спектры
Занимаясь проблемой звездных спектров, в 1904 году Фаулер обнаружил молекулярные полосы оксида титана в спектрах звезд третьего типа (по современной терминологии — звезд класса М). Это говорило об относительно низких температурах атмосфер таких звезд. Впоследствии оксид титана был обнаружен и в спектрах солнечных пятен, тщательное изучение которых было начато Фаулером в 1903 году. Оно принесло и другие результаты: были исследованы полосы скандия, указано на наличие гидрида магния в солнечных пятнах, что позволило отождествить около 2000 линий и значительно упростить дальнейшую интерпретацию спектров. Сравнение спектров пятен и хромосферы дало еще один аргумент в пользу представления о более низкой температуре в области пятна. В своей работе Фаулер сочетал наблюдение и лабораторные эксперименты, что позволило почти полностью объяснить спектр звезды омикрон Кита, в котором помимо оксида титана были обнаружены линии ванадия, железа, титана и натрия.
В результате других спектральных исследований аналогичного характера были воспроизведены в лабораторных условиях спектры хвостов комет, первая надежная регистрация которых была проведена в 1907 году (спектры голов комет фиксировались еще с 1860-х годов и были в основном объяснены). Итогом стало обнаружение в спектрах хвостов окиси углерода при низком давлении, что позволило разрешить загадку спектра кометы Брорзена, наблюдавшегося Уильямом Хаггинсом еще в 1868 году. Совместно с Робертом Джоном Стреттом (впоследствии лордом Рэлеем, см. Robert Strutt) Фаулер показал, что поглощение атмосферного озона является основным фактором уменьшения интенсивности линий в спектре Солнца и звезд в области ближнего ультрафиолета.

### Спектральные серии
Фаулер провел большую работу по поиску сериальных закономерностей в атомарных спектрах, а также отождествлению отдельных линий как в лабораторных, так и в звездных спектрах (в том числе линий, последовательно возникающих при повышении уровня возбуждения вещества). Среди этих исследований выделяется изучение спектра так называемого «космического водорода»: после открытия Пикерингом в спектре дзета Кормы двух серий, приписанных водороду, в 1898 году Фаулер наблюдал во время экспедиции в Индию в спектре Солнца линию {\displaystyle \lambda 4686}, которая, согласно расчетам, должна была относиться к «главной серии» водорода. В 1912 году он обнаружил эту же серию в спектре вакуумной трубки, заполненной гелием и содержавшей лишь примесные количества водорода. При этом наблюдались небольшие отклонения от расчетных значений (порядка нескольких ангстрем). Загадка «главной серии водорода» была разрешена Нильсом Бором, который на основании своей квантовой теории смог интерпретировать её как относящуюся к спектру ионизированного гелия, а небольшие отклонения от расчетов были связаны с поправками на приведенную массу электрона.
После появления теории Бора Фаулер приступил к анализу спектров в свете этих новых представлений, изучая процессы ионизации и идентифицируя многие спектральные линии как принадлежащие к спектрам ионов. Его данные позволили получить наиболее точное для того времени значение отношения масс протона и электрона и величины постоянной Ридберга.

### Наблюдение затмений
Астрономические исследования Фаулера тесно связаны с его участием в ряде экспедиций для наблюдения солнечных затмений. В 1893 году в Западной Африке он провел первые успешные наблюдения затмения с помощью призматической камеры, что позволило впервые четко отделить спектр солнечной короны от спектра хромосферы. Наблюдения 1896 года в норвежском Вадсё не удались из-за облачной погоды. Индийская экспедиция 1898 года прошла удачно (было измерено распределение корония в короне), в отличие от двух испанских в 1900 и 1905 годах. В 1914 году Фаулер разработал новую программу фотографирования спектров частично затемненного Солнца во время затмения 21 августа и выехал с ассистентами в Киев, на место наблюдения. Они смогли добраться лишь до Риги, когда началась Первая мировая война, и были вынуждены вернуться в Англию. Впоследствии Фаулер продолжал активно интересоваться наблюдениями затмений, хотя и не принимал участия в экспедициях.

## Некоторые оценки
- Известный астроном Герберт Дингл, один из учеников Фаулера, писал в биографии последнего:

Когда кто-либо пытается назвать качества, которые наиболее отличали Фаулера как спектроскописта, две характеристики требуют признания — исключительное знание спектров и память на их детали и его упорство в достижении наивысшей возможной точности… «Фаулер — величайший из живущих спектроскопистов, — сказал мне Пашен в 1935 году, — он никогда не ошибается». Сам Фаулер предназначал это отличие Пашену: «Я снимаю шляпу перед Пашеном», — сказал бы он.
Оригинальный текст (англ.)When one tries to name the qualities which most distinguished Fowler as a spectroscopist, two characteristics press for recognition — his extreme familiarity with spectra and memory for their details, and his insistence on achieving the highest degree of accuracy attainable... 'Fowler is the greatest spectroscopist living,' said Paschen to me in 1935; 'he is never wrong.' Fowler himself reserved that distinction for Paschen: 'I take my hat off to Paschen', he would say.
— H. Dingle. Alfred Fowler (1868-1940) // Obit. Not. Fel. Roy. Soc. — 1941. — Vol. 3. — P. 495.
- Президент Королевского астрономического общества полковник Хиллс (Col. E. H. Hills), вручая Фаулеру Золотую медаль общества «за спектроскопические исследования солнечных пятен, звезд и комет и за успешную интерпретацию явлений при помощи лабораторных экспериментов», сказал:

… сейчас мы являемся свидетелями странного процесса, когда не только астроном обращается к физику за помощью в разрешении своих трудностей и интерпретации физических наблюдений удаленных тел — это обращение естественно и не вызывает удивления, — но, что кажется на первый взгляд неестественным, сейчас происходит обратное, и физик просит помощи астронома.
Оригинальный текст (англ.)... we are now witnessing the strange development that not only does the astronomer appeal to the physicist to help him in his difficulties and interpret physical observations made on distant bodies — this appeal is a natural one and excites no astonishment, — but what appears at first sight unnatural is that the converse appeal is now being made and the physicist is asking the astronomer's help.
— H. E. Hills. Address on presenting the Gold Medal of the Society to Prof. A. Fowler // Mon. Not. Roy. Astr. Soc. — 1915. — Vol. 75. — P. 356.
- В обращении по случаю вручения Фаулеру медали Кэтрин Брюс Тихоокеанского астрономического общества Эдвин Хаббл писал:

Профессор Фаулер занял ключевое место в развитии интерпретации спектров. Его познания в звездных спектрах, представляющих огромные диапазоны по температуре и давлению, так же широки и глубоки, как и его познания в земных спектрах, полученных в контролируемых условиях лаборатории.
Оригинальный текст (англ.)Professor Fowler has occupied a key position in the development of the interpretation of spectra. His acquaintance with celestial spectra, representing enormous ranges in temperature and pressure, is as wide and as deep as his acquaintance with terrestrial spectra produced under controlled conditions in the laboratory.
— E. Hubble. The Award of the Bruce Gold Medal to Professor Alfred Fowler // Pub. Astr. Soc. Pac.. — 1934. — Vol. 46. — P. 92.

## Награды
- Премия Вальца[англ.] Парижской академии наук (1913)
- Бейкеровская лекция (1914, 1924)
- Золотая медаль Королевского астрономического общества (1915)
- Королевская медаль Лондонского королевского общества (1918)
- Медаль Генри Дрейпера (1920)
- Член-корреспондент Парижской академии наук (1920)
- Медаль Кэтрин Брюс (1934)
- Командор Ордена Британской империи (1935)
- Иностранный член-корреспондент Национальной академии наук США (1938)
- Почетный доктор Бристольского, Кембриджского, Даремского и Лидского университетов

## Публикации

### Книги
- A. Fowler. Popular telescopic astronomy: How to make a 2-inch telescope & what to see with it. — Thomas Whittaker, 1896. — 77 p.
- A. Fowler. Geometrical astronomy and astronomical instruments // The Concise Knowledge Astronomy. — D. Appleton and company, 1898. — 190 p.
- A. Fowler. Report on series in line spectra. — Fleetway press, Ltd., 1922. — 182 p.

### Некоторые статьи
- A. Fowler. Variable Stars and the Constitution of the Sun (англ.) // Nature. — 1889. — Vol. 39. — P. 492—493.
- A. Fowler. A New Classification of Stellar Spectra (англ.) // Nature. — 1897. — Vol. 56. — P. 206—208.
- A. Fowler. The Classification of Stars According to their Temperature and Chemistry (англ.) // Nature. — 1904. — Vol. 70. — P. 611—614.
- H. L. Callendar, A. Fowler. Report of the Expedition to Castellon de la Plana, Spain // Proc. R. Soc. Lond. A. — 1906. — Vol. 77. — P. 1—28.
- A. Fowler. The Fluted Spectrum of Titanium Oxide // Proc. R. Soc. Lond. A. — 1907. — Vol. 79. — P. 509—518.
- A. Fowler. Observations of the principal and other series of lines in the spectrum of hydrogen (англ.) // Monthly Notices of the Royal Astronomical Society. — Oxford University Press, 1912. — Vol. 73. — P. 62—71.
- A. Fowler. The Spectra of Helium and Hydrogen (англ.) // Nature. — 1913. — Vol. 92. — P. 95—96.
- A. Fowler. A New Type of Series in the Band Spectrum Associated with Helium // Proc. R. Soc. Lond. A. — 1915. — Vol. 91. — P. 208—216.
- A. Fowler, R. J. Strutt. Absorption Bands of Atmospheric Ozone in the Spectra of Sun and Stars // Proc. R. Soc. Lond. A. — 1917. — Vol. 93. — P. 577—586.
- A. Fowler. The Analysis of Line Spectra (англ.) // Nature. — 1926. — Vol. 118. — P. 593—596.